# Różany Potok

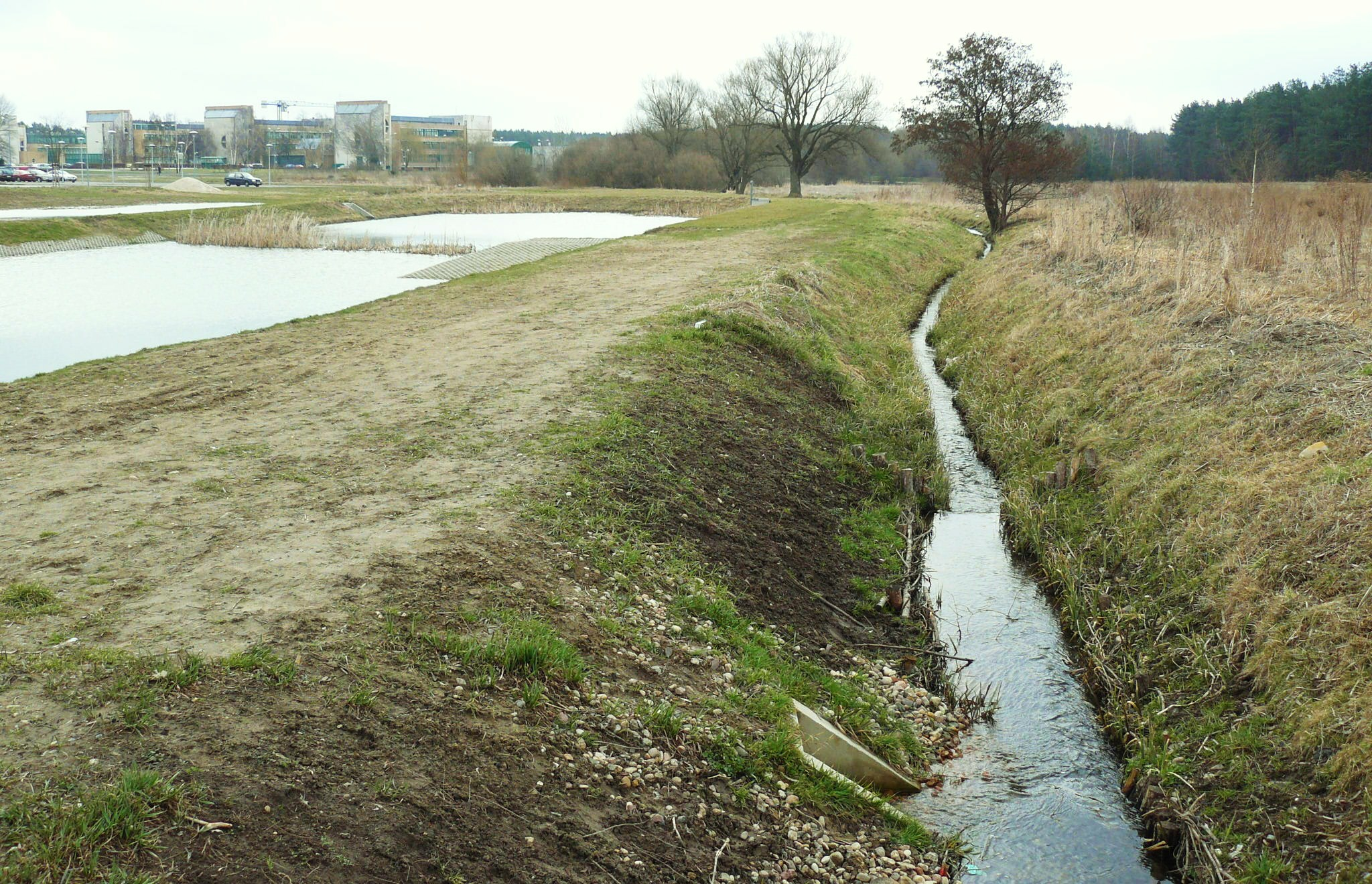
Różany Potok w rejonie Kampusu Morasko – widoczny staw

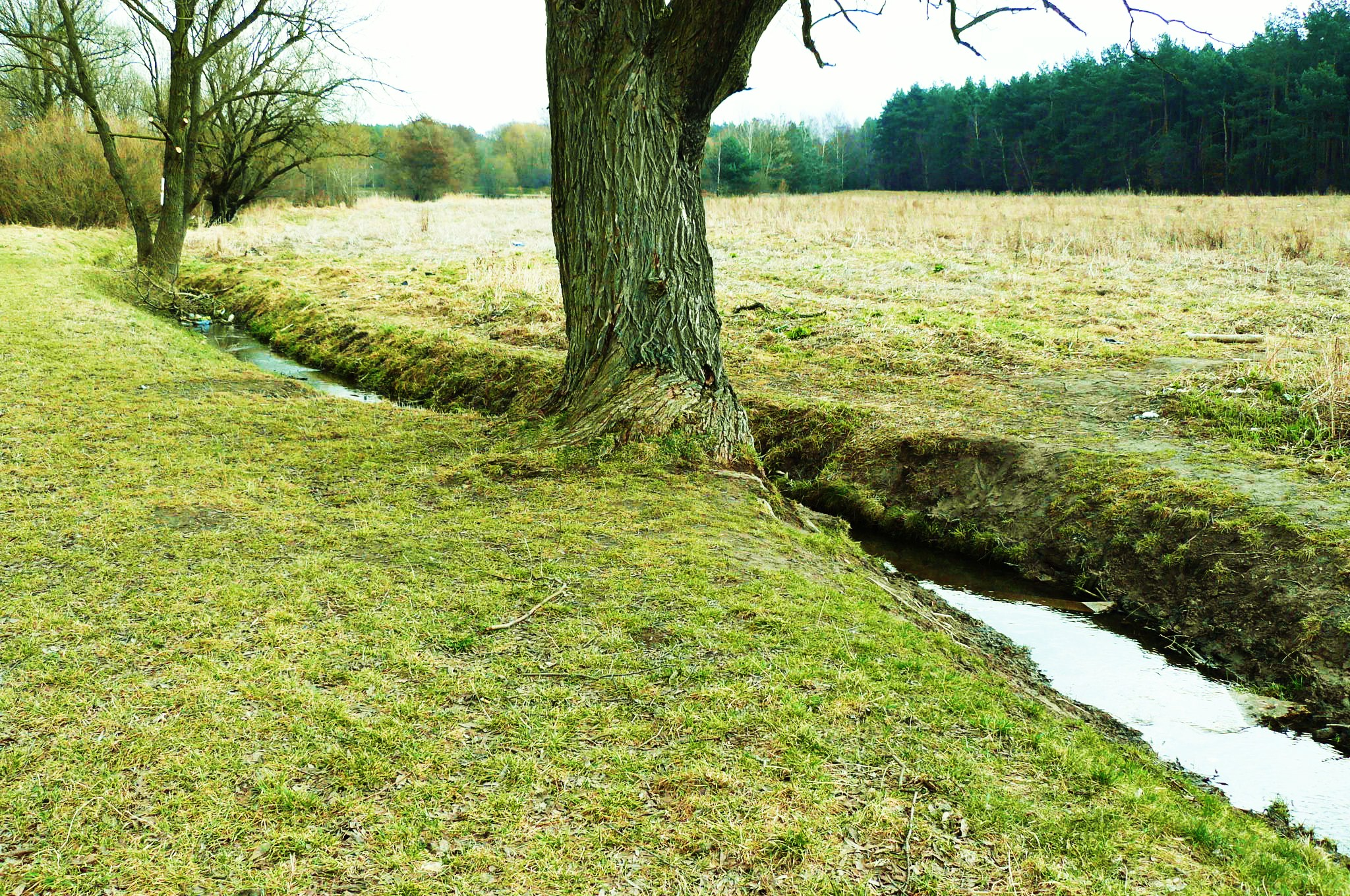
Przedwiośnie w dolinie Różanego Potoku

Różany Potok (także Różany Strumień) – potok o długości około 6,6 (lub 5,57) km na terenie północnego Poznania. Lewobrzeżny dopływ Warty (uchodzący do niej w 235,8 km biegu). Tworzył południową granicę zespołu przyrodniczo-krajobrazowego w Morasku.

## Przebieg
Źródło położone jest w zwartym kompleksie leśnym o nazwie Las Sucholeski na wysokości około 120 m n.p.m.. Ciek wypływa z niewielkiego jeziorka Zimna Woda w rezerwacie Morasko. Płynie przede wszystkim przez pozostałości łęgów olszowych, wilgotne łąki i trzcinowiska. Na terenie Umultowa zbliża się do Różanego Potoku północna obwodnica kolejowa Poznania. Kilkaset metrów dalej strumień wpływa do Warty, wcześniej przechodząc przez stawy rybne przy ul. Rubież i Staw Młyński. Ujście znajduje się na wysokości około 55 m n.p.m..
Strumień posiada tylko jeden mały dopływ (lewobrzeżny) – jest nim Potok Umultowski, wpływający przez bezimienne stawy przy Kampusie Morasko. Oprócz nich, na południe od Kampusu utworzono kolejne sztuczne zbiorniki wodne.
Powierzchnia zlewni wynosi 7,51 (lub 8,1) km², łączna długość cieków w zlewni to 15,14 km, a średnie ich nachylenie ma 1,56‰ (spadek całej zlewni –  24 lub 15,76‰), choć spadki poprzeczne w górnej części zlewni dochodzą miejscami do 197‰. Gęstość sieci rzecznej w zlewni (obliczana metodą Neumanna) ma 2,02 km/km². Maksymalna szerokość koryta osiąga 270 cm. Przepływ, zależnie od pory roku, waha się między 0,83, a prawie 6 litrów na sekundę.
W zlewni Różanego Potoku dominują gleby płowe i brunatne właściwe, wytworzone z pisków słabogliniastych i piasków gliniastych lekkich. Stwierdzono tu też obecność gleb murszowych i murszowatych.

## Toponimia
W 2006 roku Komisja Nazw Miejscowości i Obiektów Fizjograficznych za nazwę cieku przedstawiła Różany Strumień, jednocześnie określając ciek jako potok. Powszechnie wykorzystywana jest nazwa Różany Potok, choć na niektórych mapach jest właśnie Różany Strumień. Etymologia nazwy nie jest znana.

## Przyroda
Brzegi strumienia porastają liczne zespoły lasu łęgowego, niegdyś znacznie bardziej powszechnego w tym rejonie. Oprócz tego występują wilgotne łąki, które ulegają zarastaniu przez wysokie ziołorośla z dominacją pokrzyw. W bardziej zabagnionych rejonach spotkać można zarośla turzycowe (głównie turzyca błotna) i trzcinowe. Z roślin w dolinie potoku napotkać można gatunki takie jak: rzeżucha gorzka, potocznik wąskolistny, pełnik europejski, osoka aloesowata (o egzotycznym wyglądzie) oraz storczyki: kukułka krwista i szerokolistna, tudzież kruszczyk błotny.
Z fauny w dolinie bytują: łyski, kaczka krzyżówka i łabędź niemy.
Na terenie zlewni Różanego Potoku stwierdzono występowanie bobra europejskiego. Pierwsze rodziny osiedliły się tu już w połowie lat 80. XX w. W 2006 bobry nadal zasiedlały dolinę strumienia, mimo narastającej urbanizacji.
Dolny odcinek chroniony był jako użytek ekologiczny Różany Młyn.